# Moses Robinson
Moses Robinson (* 22. März 1741 in Hardwick, Province of Massachusetts Bay; † 26. Mai 1813 in Bennington, Vermont) war ein prominenter Jurist und Politiker aus Vermont. In seiner politischen Laufbahn war er Gouverneur der Republik Vermont und half dabei mit Vermont in die Union als eigenständigen Staat aufzunehmen. Außerdem war er von 1791 bis 1796 als US-Senator von Vermont tätig.

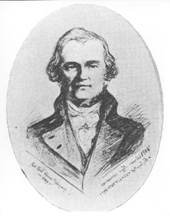
Moses Robinson

## Leben
Robinson wurde in Hardwick, Massachusetts geboren, wo er auch seine Kindheit verlebte. Als junger Mann verfolgte er klassische Studienfächer. 1761 zog er mit seiner Familie nach Bennington, Vermont, wo er schon bald ein wichtiger Stadtbürger wurde. Von 1762 bis 1781 diente er als Stadtschreiber (engl. town clerk). Währenddessen studierte er Jura, wurde in der amerikanischen Unabhängigkeitsbewegung aktiv und diente dann im Dienstgrad eines Colonels in der Vermont Miliz während des frühen Teils des Unabhängigkeitskrieges. 1778, als Vermont eine unabhängige Republik wurde, wurde Robinson ein Mitglied des Regierungsrats und Chief Justice am Vermont Supreme Court. Vier Jahre später wurde er als ein staatlicher Mittelsmann in den Kontinentalkongress geschickt, um dort einen Grenzkonflikt mit New York zu lösen. Er war bis 1785 im Regierungsrat und bis 1789 als Chief Justice tätig, als er Gouverneur von Vermont wurde und damit Thomas Chittenden ablöste. Robinson hatte diese Stellung dann bis 1790 inne, kurz bevor Vermont als Staat anerkannt und in die Vereinigten Staaten aufgenommen wurde.
Dann wurde er durch die Vermont General Assembly in den US-Senat gewählt, wo er von 1791 bis 1797 eine Amtszeit tätig war. Er war mit dem Anti-Administrations-Lager verbunden und in seiner späteren Amtszeit mit der eben gegründeten Demokratisch-Republikanischen Partei von Thomas Jefferson. Nach seinem Ausscheiden aus dem Senat zog Robinson zurück nach Bennington, wo er wieder als Anwalt tätig war. Man wählte ihn in das Repräsentantenhaus von Vermont, wo er 1802 tätig war. Er verstarb 1813 in Bennington und wurde anschließend auf dem Old Bennington Cemetery beigesetzt.
Ferner war er der ältere Bruder von Jonathan Robinson, dem späteren US-Senator von Vermont.